# Банський Ковачеваць
45°29′ пн. ш. 15°47′ сх. д. / 45.49° пн. ш. 15.78° сх. д.
Банський Ковачеваць (хорв. Banski Kovačevac) — населений пункт у Хорватії, у Карловацькій жупанії у складі громади Ласиня.

## Населення
Населення за даними перепису 2011 року становило 120 осіб.
Динаміка чисельності населення поселення: